# Mellanvikt i boxning vid olympiska sommarspelen 1976
Resultat från boxning vid olympiska sommarspelen 1976 och herrarnas mellanvikt. Boxarna vägde under 75 kg. Tävlingarna arrangerades i Montréal.

## Medaljörer
| Klass      | Guld                 | Silver                         | Brons                                              |
| Mellanvikt | Michael Spinks · USA | Rufat Riskijev · Sovjetunionen | Alec Nastac · Rumänien Luis Felipe Martínez · Kuba |

## Resultat

### Första rundan
| Vinnare                 | Resultat      | Förlorare                  |
| Första rundan           | Första rundan | Första rundan              |
| ----------------------- | ------------- | -------------------------- |
| Dragomir Vujković (YUG) | 5-0           | Carlos Betancourt (PUR)    |
| David Odwell (GBR)      | 5-0           | Mohamed Saoud (MAR)        |
| Bernd Wittenburg (GDR)  | KO-3          | Bryan Gibson (CAN)         |
| Luis Martínez (CUB)     | 5-0           | Fulgencio Obelmejias (VEN) |
| Siraj Din (PAK)         | RSC-3         | Nicolas Arredondo (MEX)    |
| Lotti Mwale (ZAM)       | WO            | Zakaria Amalemba (KEN)     |
| Ilya Dimitrov (BUL)     | WO            | Musa Gariba (GHA)          |
| Rufat Riskijev (URS)    | KO-3          | Jorma Taipale (FIN)        |

### Andra rundan
| Vinnare                 | Resultat     | Förlorare                  |
| Andra rundan            | Andra rundan | Andra rundan               |
| ----------------------- | ------------ | -------------------------- |
| Ryszard Pasiewicz (POL) | KO-2         | Jean-Pierre Malavasi (FRA) |
| Michael Spinks (USA)    | WO           | Jean-Marie Emebe (CMR)     |
| Fernando Martins (BRA)  | WO           | Matouk Elsadek (LIB)       |
| Alec Năstac (ROM)       | 3-2          | Philip McElwaine (AUS)     |
| Dragomir Vujković (YUG) | 5-0          | David Odwell (GBR)         |
| Luis Martínez (CUB)     | 3-2          | Bernd Wittenburg (GDR)     |
| Siraj Din (PAK)         | -            | Ingen motståndare (Bye)    |
| Rufat Riskijev (URS)    | 5-0          | Ilya Dimitrov (BUL)        |

### Kvartsfinaler
| Vinnare              | Resultat      | Förlorare               |
| Kvartsfinaler        | Kvartsfinaler | Kvartsfinaler           |
| -------------------- | ------------- | ----------------------- |
| Michael Spinks (USA) | 5-0           | Ryszard Pasiewicz (POL) |
| Alec Năstac (ROM)    | 3-2           | Fernando Martins (BRA)  |
| Luis Martínez (CUB)  | 5-0           | Dragomir Vujković (YUG) |
| Rufat Riskijev (URS) | RSC-2         | Siraj Din (PAK)         |

### Semifinaler
| Vinnare              | Resultat    | Förlorare           |
| Semifinaler          | Semifinaler | Semifinaler         |
| -------------------- | ----------- | ------------------- |
| Michael Spinks (USA) | WO          | Alec Năstac (ROM)   |
| Rufat Riskijev (URS) | 3-2         | Luis Martínez (CUB) |

### Final
| Vinnare              | Resultat | Förlorare            |
| Final                | Final    | Final                |
| -------------------- | -------- | -------------------- |
| Michael Spinks (USA) | RSC-3    | Rufat Riskijev (URS) |